# Авецано
Авеца̀но или Аведза̀но (на италиански: Avezzano) е град и община в Южна Италия, провинция Акуила, регион Абруцо. Разположен е на 695 m надморска височина. Населението на града е 41 737 души (към 31 декември 2009).
В 13 януари 1915 г., 07:48 местно време, градът е изцяло разрушен от силно земетресение. Основният трус е с магнитуд 7,0. От почти тогавашни 15.000 жители, жертвите са 9328 на брой.